# Gurten
Gurten osztrák község Felső-Ausztria Riedi járásában. 2021 januárjában 1198 lakosa volt.

## Elhelyezkedése

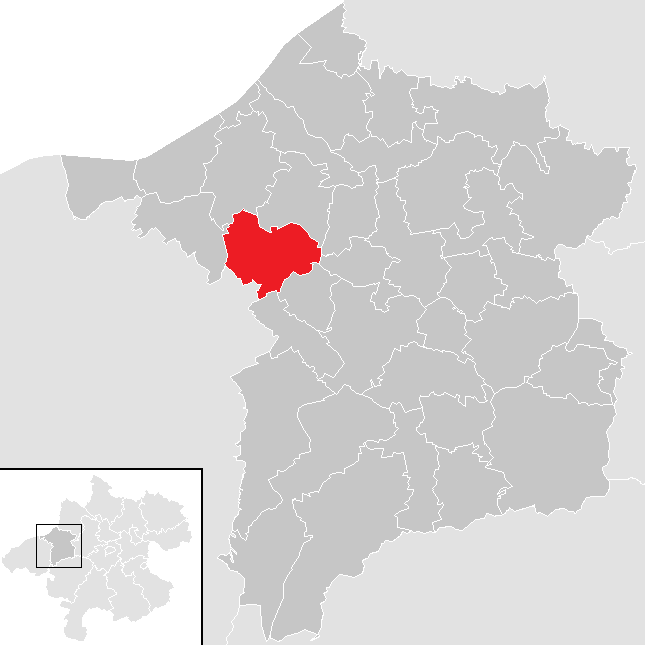
Gurten a Ried im Innkreis-i járásban

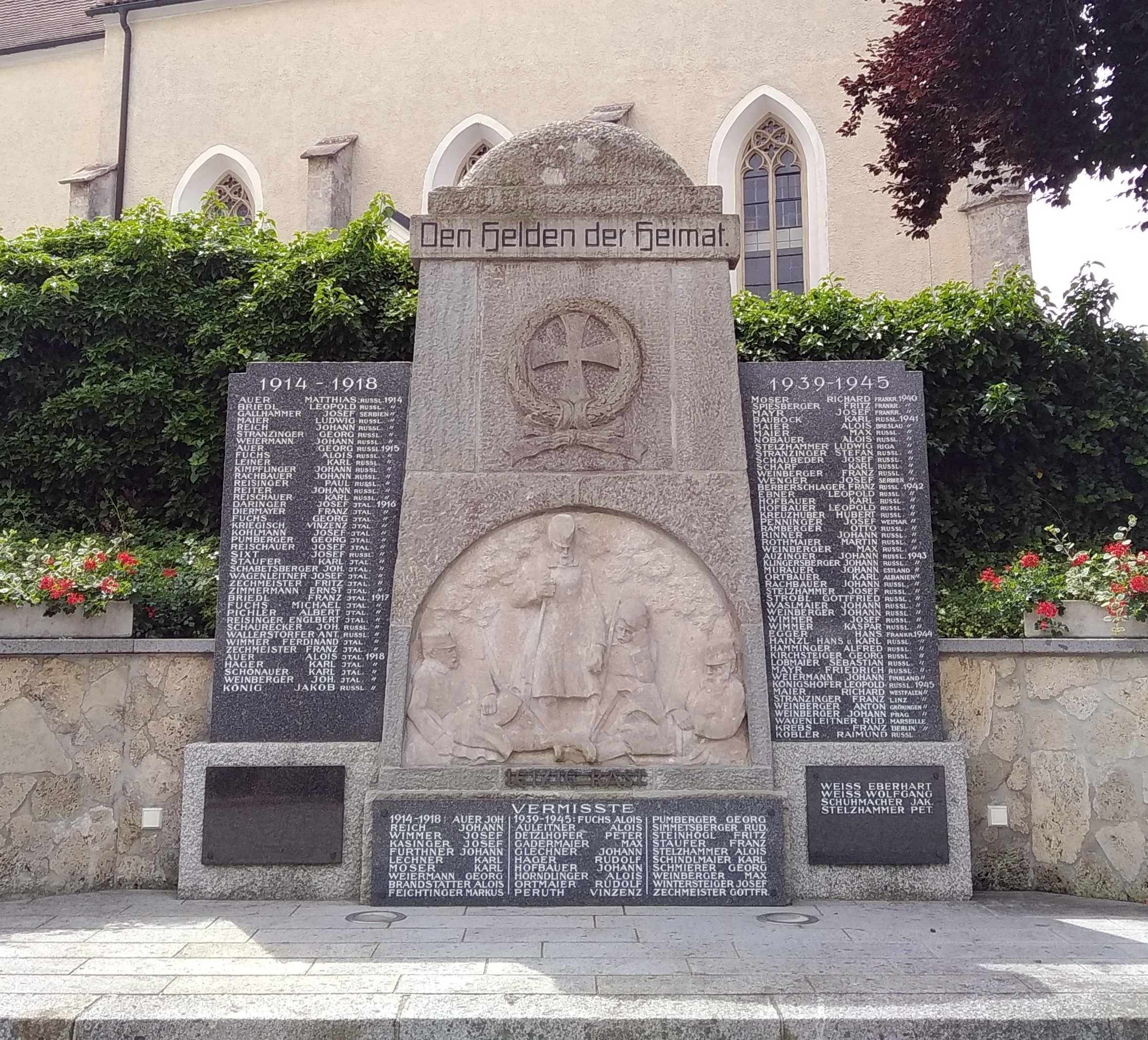
A háborús emlékmű

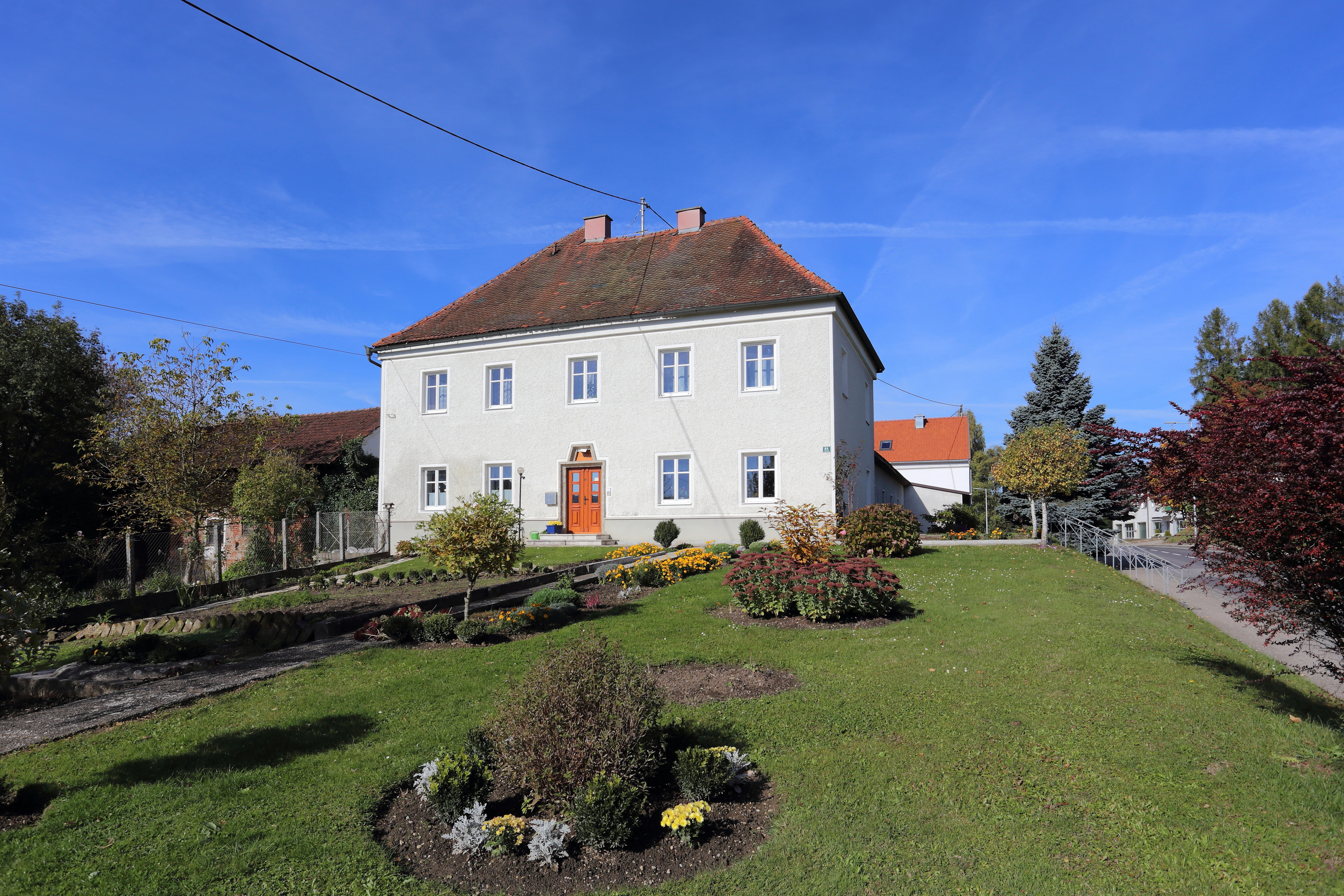
A katolikus plébánia

Gurten a tartomány Innviertel régiójában fekszik, az Inn folyó völgyében, a Gurtenbach patak mentén. Területének 23,1%-a erdő, 67,7% áll mezőgazdasági művelés alatt. Az önkormányzat 13 települést és településrészt egyesít: Baumgarten (24 lakos 2021-ben), Dorf (56), Edt (163), Freiling (62), Gurten (676), Itzenthal (31), Mittermoos (25), Oberndorf (36), Ranzing (24), Reiset (17), Schmalzberg (17), Schmiedhof (21) és Wagnerberg (46).
A környező önkormányzatok: nyugatra Geinberg, északra Sankt Georgen bei Obernberg am Inn, északkeletre Weilbach, keletre Senftenbach és Eitzing, délkeletre Wippenham, délre Kirchheim im Innkreis, délnyugatra Polling im Innkreis.

## Története
Gurten először a 12. században említik a passaui püspökség urbáriumában. 1848-ig a katzenbergi uradalomhoz tartozott, amely eleinte a Mautner nemzetségé volt; 1525-ös kihalásuk után a Schwarzenstein grófok, 1599-től 1848-ig pedig a Tauffkirchen grófok birtokolták. Gurten (és az egész Innviertel) 1779-ig Bajorország része volt, de a bajor örökösödési háborút lezáró tescheni béke Ausztriának ítélte. A napóleoni háborúk alatt rövid időre visszatért a francia bábállam Bajországhoz, de 1816 után végleg Ausztriáé lett. Az 1938-as Anschluss után a települést a Harmadik Birodalom Oberdonaui gaujába sorolták be. A második világháborút követően visszatért Felső-Ausztriához.

## Lakosság
A gurteni önkormányzat területén 2021 januárjában 1198 fő élt. A lakosságszám 1900 óta 1000-1200 között mozog. 2019-ben az ittlakók 91,6%-a volt osztrák állampolgár; a külföldiek közül 1,6% a régi (2004 előtti), 4,2% az új EU-tagállamokból érkezett. 1,8% az egykori Jugoszlávia (Szlovénia és Horvátország nélkül) vagy Törökország, 0,9% egyéb országok polgára volt. 2001-ben a lakosok 90,8%-a római katolikusnak, 5,9% mohamedánnak, 2% pedig felekezeten kívülinek vallotta magát. Ugyanekkor egy magyar élt a községben; a legnagyobb nemzetiségi csoportokat a németek (92,2%) mellett a törökök (3,8%) és a horvátok (2,5%) alkották.
A népesség változása:

| 2016 | 1 163 |
| 2018 | 1 187 |

## Látnivalók
- a Szt. István-plébániatemplom

## Fordítás
- Ez a szócikk részben vagy egészben  a   Gurten (Oberösterreich) című német Wikipédia-szócikk ezen változatának fordításán alapul.  Az eredeti cikk szerkesztőit annak laptörténete sorolja fel. Ez a jelzés csupán a megfogalmazás eredetét és a szerzői jogokat jelzi, nem szolgál a cikkben szereplő információk forrásmegjelöléseként.